# Srđan Šaper
Srđan Šaper (Beograd, 9. oktobra 1958) srpski i jugoslovenski je muzičar i preduzetnik. On je osnivač „I&F Grupe”, vodeće kompanije za pružanje usluga u oblasti tržišnih komunikacija u jugoistočnoj Evropi i nordijskom regionu. Poznat je i kao jedan od osnivača i članova benda „VIS Idoli”, koji je pokrenuo novi talas na muzičkoj i kulturnoj sceni bivše SFRJ osamdesetih godina prošlog veka

## Biografija
Rođen je 1958. godine u Beogradu, pohađao je osnovnu školu „Sveti Sava” i Osmu beogradsku gimnaziju, sada poznatu kao Treća beogradska gimnazija. Njegov otac Radomir Šaper bio je profesor i prodekan na Tehnološko-metalurškom fakultetu Univerziteta u Beogradu, reprezentativac Jugoslavije u košarci i istaknuti sportski radnik. Deda Panajotis Sjaperas je bio grčki trgovac koji se doselio u Beogradu 1919. godine i promenio ime u Panta Šaper. Majka Ljiljana završila je Filozofski fakultet Univerziteta u Beogradu posle čega je radila kao profesorka istorije u beogradskoj OŠ „Vuk Karadžić“, gde je od 1980. do 1990. godine bila i direktorka. Ljiljana je bila i predsednik Društva istoričara Beograda, kao i član Društva istoričara Srbije.
Povodom 20 godina od smrti Radomira Šapera održan je prvi turnir koji nosi njegovo ime, a na kome su primenjena neka od inovativnih pravila u igranju košarke za čiju primenu se zalagao Radomir Šaper tokom svog života (mešovite muško ženske ekipe, drugačije bodovanje, trajanje utakmice). Organizatori turnira su Sportski centar „Radivoj Korać“ i košarkaški klubovi OKK Beograd i ŽKK Radivoj Korać, dok je pehar koji nosi ime Radomir Šaper pobedniku istoimenog turnira, uručio Srđan Šaper, sin Radomira Šapera.
Po završenoj gimnaziji Šaper upisuje Medicinski fakultet, ali uprkos uspešnom početku studija, odlučuje da ih napusti kako bi prešao na Fakultet dramskih umetnosti u Beogradu, gde je diplomirao na katedri za filmsku i televizijsku režiju.

## Muzička karijera

### VIS Idoli
Za vreme studija na Medicinskom fakultetu Univerziteta u Beogradu, Srđan Šaper upoznaje Nebojšu Krstića, i 1979. godine dvojica prijatelja zajedno sa Vladom Divljanom osnivaju bend “VIS Idoli”. Ovaj bend kasnije postaje jedan od glavnih predstavnika novog talasa i jedan od najpopularnijih bendova u bivšoj Jugoslaviji.
“VIS Idoli” su “zvanično” formirani 1. marta 1980. godine na probi benda. Njihove pesme “Retko te viđam sa devojkama” i “Pomoć, pomoć” pojavile su se mesec dana kasnije na prvom singlu koji je izašao u aprilskom broju tada popularnog magazina “Vidici”.
Idoli zatim izdaju legendarni singl “Maljčiki” sa novom verzijom pesme “Retko te viđam sa devojkama”. Spot za pesmu “Maljčiki” je prvi put emitovan u novogodišnjoj noći 1981. godine u emisiji “Rokenroler”. Ubrzo je ova pesma, u to vreme kontroverzna, postala hit u celoj Jugoslaviji, a singl izdanje se našlo na svim prvim mestima top-lista i bilo je proglašeno singlom godine od strane kritičara.
Prvi zvanični album (zapravo mini LP) “VIS Idola” pojavio se pod jednostavnim nazivom "VIS Idoli". Na njemu su se, pored šest novih pesama, našle i dve bonus pesme “Retko te viđam sa devojkama” i “Maljčiki”. Nove pesme na albumu "Dok dobuje kiša (u ritmu tam-tama)", "Zašto su danas devojke ljute", "Ime da da", "Malena", "Devojko mala" (Darka Kraljića) i "Hajde!" (pesma koju je originalno izvodio Chuck Berry), donele su bendu još veću popularnost.
Kao gost emisije DRIVE na radiju Yammat FM, koju vodi Emil Tedeschi, govori o nastanku benda “VIS Idoli” i pesama koje su obeležile ovaj deo istorije.
Sledeći album iz 1982. godine "Odbrana i poslednji dani", dobio je naziv po istoimenom romanu Borislava Pekića. Po oceni muzičkih kritičara, proglašen je najboljim albumom ‘82. godine i najboljim albumom YU roka u XX veku. Muzički novinari sa prostora bivše Jugoslavije, koje je okupilo hrvatsko izdanje časopisa "Rolling Stone" proglasili su ovaj album za najbolje diskografsko izdanje s prostora bivše Jugoslavije od 1955. do danas. "Za tako pozitivnu percepciju zaslužne su sledeće numere: "Kenozoik", "Poslednji dani", “Moja si”, “Senke su drugačije”, “Nemo”, “Nebeska tema”, "Rusija", "Igrale se delije", “Jedina”, “Odbrana”, “Gdje si sad, cica maco”, “Glavna ptica” i “Hajde sanjaj me, sanjaj”.
“VIS Idoli” svoj treći album objavljuju sledeće, 1983. godine, pod nazivom "Čokolada". Pesme koje su se našle na ovom albumu su "Čokolada", “Radostan dan”, “Tiho, tiho”, “Bambina”, “Ja sam tu”, "Stranac u noći", "Soda boj", "Vetar i zastave", “U gradu bez sna” i “Udri bogataša”. Broj od 350 hiljada prodatih primeraka, koji današnjim bendovima zvuči gotovo neverovatno, čini ovaj album, uz album “Mrtva priroda” Riblje čorbe, najprodavanijim rok albumom u Jugoslaviji do tada.
Poslednji muzički zapis pod imenom “VIS Idoli” pojavio se na albumu "Šest dana juna", što je bila muzika iz istoimenog filma. Pesme sa ovog albuma su “Mala tema filma”, “Ona to zna”, “Samo me gledaj i budi tu”, “Znaš da neću da pobegnem”, “Tema groblja”, “Tema fabrike”, “Ja je zovem meni da se vrati”, “Ljubavi”, “Ljubavna tema”, “A kada te vidim ja”, “Da je duži moj dan” i “Bluz”.
Nakon ovog albuma bend je praktično i prestao da postoji. Srđan Šaper je učestvovao na snimanju poslednjeg izdanja “VIS Idola”, kao pevač.

### Karijera posle “VIS Idola”
Posle raspada “VIS Idola” 1984. godine, Šaper glumi Spiridona Kopicla u kultnom filmu “Davitelj protiv davitelja” i nastavlja da se bavi muzikom. Napisao je pesmu “Beogradski davitelj”, koju je izvodio sa bendom “VIS Simboli” .
Godine 1986, sa Nebojšom Krstićem osniva bend “Unutrašnja imperija”. Iste godine snimaju album “Poslednja mladost u Jugoslaviji”, koji je objavio Jugoton 1987. godine. U isto vreme, Šaper komponuje muziku za TV dramu “Šumanović – komedija umetnika”.
U martu 1991. pojavljuje se kao gost na koncertu benda “Akcija” u SKC-u gde izvodi pesmu “Beogradski Davitelj” iz filma “Davitelj protiv davitelja”.
Godine 1995, Srđan Šaper i Nebojša Krstić napravili su zajedno sa Zoranom Kikijem Lesendrićem bend “Dobrovoljno pevačko društvo”. Bend je u Budimpešti snimio uspešan album “Nedelja na Duhove”. Šaper je na tom albumu kompozitor i tekstopisac nekih od pesama po kojima je ovaj album poznat (“Čekaj me”, “Zemlja”, “Sestrice mala” itd.)
Godine 1996, Srđan Šaper i Nebojša Krstić su se pojavili na debi albumu benda “Akcija”, pod nazivom “7 dana”.
1999. godine pesme “Razvod 1999” i “Parada” pojavljuju se na kompilaciji Rock 'n' roll - "Ravno do dna” i druge, više-manje, čudnovate pjesme (1980—89).

## Marketinška karijera
U svet marketinga Šaper je ušao pre više od 30 godina, a pre osnivanja agencije McCann Erickson, radio je kao kreativni direktor i reditelj u agencijama SM Delo, Borba, Ogilvy & Mathera, Saatchi & Saatchi i Idols & Friends.
Godine 1997, potpisuje ugovor sa agencijom Meken Erikson (McCann Erickson), nakon čega otvara marketinšku agenciju u Beogradu, Skoplju i Podgorici. Trenutno se nalazi na čelu I&F Grupe, koja posluje u 12 zemalja jugoistočne Evrope i Nordijskog regiona (Srbija, Crna Gora, Makedonija, Bosna i Hercegovina, Albanija, Hrvatska, Slovenija, Bugarska, Norveška, Švedska, Finska i Danska). Sve agencije, članice ovog sistema, kao deo međunarodne komunikacione grupacije McCann Worldgroup, svojim kvalitetom i načinom rada, klijentima pružaju međunarodno iskustvo i vrhunsku lokalnu ekspertizu iz oblasti komunikacija. I&F Grupa već duži niz godina uspešno sarađuje sa vodećim međunarodnim i domaćim klijentima ( Raiffeisen banka, L’Oreal, Carlsberg Srbija, Nestle, Telekom Srbija, Bambi–Banat, Strauss Adriatic itd). Agencija McCann Beograd proglašena je za agenciju godine 2003—2004. u Srbiji. Iste godine Šaper prima specijalno priznanje UEPS-a za unapređenje i razvoj propagandne struke. I&F Grupa, osvojila je nekoliko kanskih lavova na najznačajnijem svetskom festivalu u oblasti advertajzinga „Cannes Lions“.“Zlatnog lava“ 2009. godine dobila je agencija McCann Skopje za kampanju za podizanje javne svesti o prevenciji raka testisa, a 2011. godine „Bronzanog lava“ osvojila je agencija McCann Beograd, za projekat „Niste sami“ realizovan za Telefonsko savetovalište za borbu protiv suicida. Godine 2022. McCann Stockholm i I&F Grupa osvajaju Grand Prix priznanje i srebrnog Kanskog lava u kategoriji Entertainment i bronzanog lava u kategoriji Health and Wellness za kampanju  „Eat a Swede“. U kampanji kreiranoj za Švedsku federaciju hrane (SFF)  pojavljuje se poznati glumac Aleksander Skarsgard.
Na Festivalu integrisanih komunikacija Kaktus, McCann Beograd proglašen je za Agenciju godine 2015, 2016, 2017. i 2019 godine.
Medijska agencija UM Beograd, koja posluje u okviru I&F Grupe, na 18. "SEMPL" festivalu medijskih trendova osvojila je Zlatnu nagradu za kampanju "Fanta & Yasserstain" u kategoriji "Najbolja kampanja na društvenim mrežama".
Na prvoj dodeli Effie nagrada u Srbiji, najprestižnije svetske nagrade koja nagrađuje efektivnost u marketingu, najviše priznanja osvojile su agencije McCann Beograd i UM Beograd, čime je ova grupa agencija postala najefektivnija u Srbiji.
McCann Zagreb i UM Zagreb prema objavljenim rezultatima Effie indeksa efikasnosti zbirno predstavljaju najefikasniju grupu agencija u Hrvatskoj. Dodatno, McCann Zagreb je na ovogodišnjim Danima komunikacija, najvažnijem nacionalnom festivalu oglašavanja u Hrvatskoj, odneo najprestižniju nagradu – nagradu X za agenciju godine 2017.
Godine 2018, u okviru Effie Srbija, McCann Beograd je osvojio dve bronze, a UM Zagreb je na Effie Hrvatska sa klijentom Zagrebačka pivovara osvojio Grand Prix, 2 zlata i jedno srebro.
Na prestižnom advertajzing festivalu Golden Drum, McCann Beograd je u 2017. godini osvojio 5 nagrada čime je značajno doprineo da McCann Worldgroup postane Network godine na festivalu.
Na tradicionalnoj svečanosti povodom Dana propagandista u decembru 2011. godine, Udruženje za tržišne komunikacije Srbije (UEPS) dodelilo je Nagradu za životno delo Srđanu Šaperu za stvaralački doprinos razvoju tržišnih komunikacija kroz rad agencija koje posluju u okviru I&F McCann Grupe, kao i za značajnu podršku radu i razvoju Udruženja. Na manifestaciji „Marketinški događaj godine“ održanoj u novembru 2012. godine, Srđan Šaper dobio je priznanje za Razvoj marketinške misli, za dosadašnji rad i doprinos u razvoju tržišnih komunikacija i marketinške misli. Na istoj manifestaciji agencija McCann Beograd dobila je nagradu Punom parom napred kao najuspešnija agencija u Srbiji, u kategoriji Projektovanje i programiranje tržišnih komunikacija, dok je digitalna medijska agencija Fastbridge, specijalizovana za strateško planiranje oglasnih kampanja na digitalnim medijima, proglašena najboljom u kategoriji Marketing na Internetu. U decembru 2012. godine na manifestaciji Noć reklamoždera Srđan Šaper dobio je nagradu “Grand Slam” za doprinos srpskom i regionalnom advertajzingu.
Godine 2014, godine agencija McCann Beograd proglašena je najuspešnijom agencijom u regionu od strane specijalizovanog portala MediaMarketing. Iste godine, I&F McCann Grupa je dobila nagradu za Regionalni projekat od strane Srpske asocijacije menadžera (SAM). Tokom 2017.godine I&F McCann Grupa nagradjena je u kategoriji za najbolju biznis inovaciju na dodeli Diplomacy and Commerce nagrada.
U januaru 2024.godine I&F Grupa prodala je deo svog biznisa u jugoistočnoj Evropi (advertising i medijske agencije u Srbiji, Hrvatskoj, Sloveniji, Bosni i Hercegovini, Crnoj Gori, Severnoj Makedoniji, Albaniji i Bugarskoj) sa namerom da se ubuduće fokusira na razvoj strateških komunikacija, kreiranje sadržaja, filmsku i TV produkciju i druge poslovne inicijative. Do ove značajne odluke došlo je sporazumom sa slovačkom kompanijom Across Finance, i ovom prodajom agencije McCann, UM i DRV koje su do januara 2024.godine bile u vlasništvu I&F Grupe posluju u okviru Across Media Holding, koja je deo kompanije Across Finance.
Srđan Šaper je inicijator mnogobrojnih projekata iz oblasti kulture i komunikacije. Autor je pionirskog projekta za poboljšanje imidža Srbije ”La Serbie version original”, koji je predstavljen novembra 2000. godine u Parizu, sa ciljem da predstavi duh Srbije posle 2000.
Predavao je komunikacije na postdiplomskim studijama Fakulteta dramskih umetnosti Univerziteta u Beogradu, a držao je predavanja i na brojnim međunarodnim konferencijama iz oblasti oglašavanja i političkog marketinga. Fakultet FEFA, vodeći privatni fakultet za obrazovanje stručnjaka u oblasti ekonomije, novih tehnologija i kreativnih industrija i I&F Grupa započeli su saradnju na master studijama ekonomije 2020. godine.
Tokom prethodnih godina, bio je član više odbora javnih institucija i poslovnih udruženja, uključujući Fond za otvoreno društvo, Kongresni centar “Sava”, Beogradsku tvrđavu, Gradski zavod za zaštitu spomenika kulture grada Beograda, Srpske asocijacije menadžera (SAM Upravnog odbora Fondacije Beogradske filharmonije, gde je obavljao i funkciju predsednika Upravnog odbora Beogradske filharmonije . Jedan je od osnivača Fonda Maja Maršićević-Tasić, gde je i član upravnog odbora. Trenutno je član Međunarodnog udruženja propagandista (International Advertising Association), Srpske asocijacije menadžera (SAM), Američke privredne komore (AmChama) i Srpsko-britanskog poslovnog kluba.
Serija Besa, koja je urađena prema originalnoj ideji Srđana Šapera u produkciji Adrenalin i Red Planet pictures, osvojila je Zlatnu antenu za najbolju seriju na 9. međunarodnom Festivalu domaćih igranih serija FEDIS.
Šaper je poznat i po dugogodišnjoj podršci koju pruža radu mnogobrojnih humanitarnih organizacija u Srbiji i Crnoj Gori, kao i kulturnim institucijama i manifestacijama među kojima je Bitef.
Osnivač je i vlasnik Novembra, galerije savremene umetnosti koja od aprila 2018. izlaže i prodaje dela savremenih umetnika/ca, kako već etabliranih na lokalnoj inostranoj umetničkoj sceni tako i mlađih, čija dela publika tek upoznaje.

## Politička karijera
Godine 1990. Srđan Šaper postaje član Demokratske stranke. Iste godine počinje da se bavi i političkim marketingom i učestvuje u kreiranju prve političke kampanje za Demokratsku stranku pred prve višestranačke izbore koji su se održali u Srbiji od 1945. godine.
Šaper je bio uključen u kreiranje i vođenje brojnih političkih kampanja kao istaknuti član izbornih timova Demokratske stranke na prethodnim izborima održanim u Srbiji.
Bio je član Predsedništva Demokratske stranke od 2008. do 2010. godine, kao i od septembra 2011. do novembra 2012. godine.

## Filmografija
Glumac:
- (1986) (TV) — Idoli
- Davitelj protiv davitelja (1984) — Spiridon Kopicl
- Dečko koji obećava (1981) — Član VIS Idola, grupe koja svira na žurki

Kompozitor:
- Šumanović - komedija umetnika (1987) (TV)
- Davitelj protiv davitelja (1984)

Igra samog sebe:
- Sretno dijete (2003)[17]

Izvršni producent:
- Беса (ТВ серија)

## Spoljašnje veze
- Srđan Šaper o prodaji kompanije: Najbolji način da se potvrdi ispravnost koncepta i kvalitet urađenog
- Status, septembar 2009, Srbija traži malo istinske ljubavi
- I&F McCann Grupa expands its operations to the Nordic region
- CorD Srdjan Šaper: At any given moment we are all always at the beginning
- Press, 27. decembar 2009, 30 godina novog talasa: Ekskluzivni intervju, Srđan Šaper
- Politika, 16. februar 2010, Vesti dana: Šaper na čelu UO Beogradske filharmonije
- Blic, 15. april 2015. "Odbrana i poslednji dani" Idola najbolji album u bivšoj Jugoslaviji
- Politika, 15. Maj 2017. Profesorka magnetski širila ljubav prema istoriji
- Nedeljnik, 11. mart 2020. “Knjiga o Milutinu” pobedila je našu “Odbranu”: Srđan Šaper za novi Nedeljnik povodom 40 godina novog talasa